# (157258) Leach
(157258) Leach est un astéroïde de la ceinture principale.

## Description
(157258) Leach est un astéroïde de la ceinture principale. Il fut découvert le 12 septembre 2004 à Vail-Jarnac par l'Observatoire Jarnac. Il présente une orbite caractérisée par un demi-grand axe de 2,81 UA, une excentricité de 0,19 et une inclinaison de 2,8° par rapport à l'écliptique.